# 奧德納四則運算器

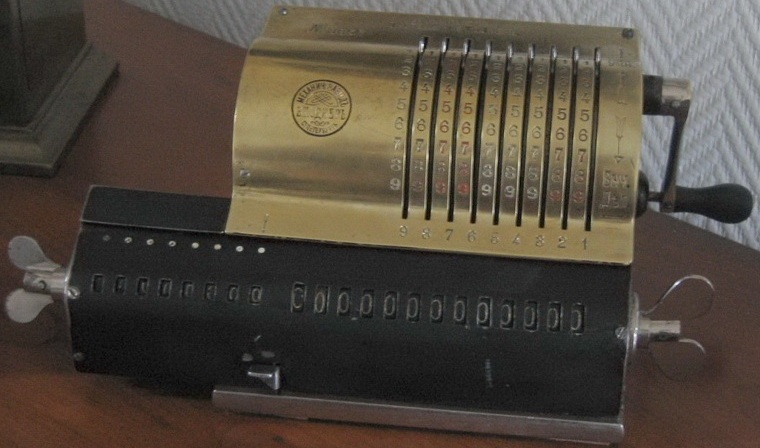
在西元1900年前的聖彼德堡由奧德納掌管的四則運算器

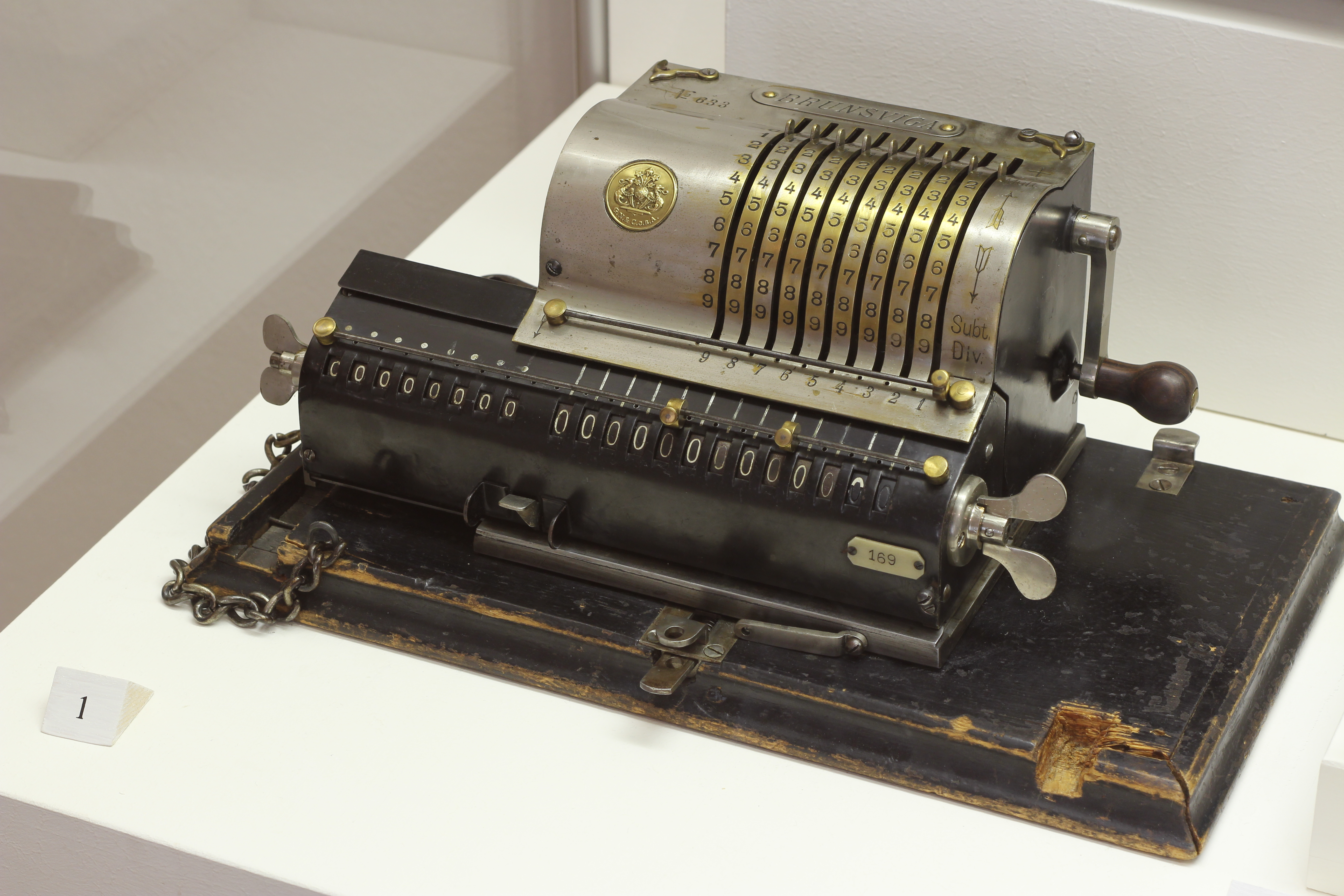
布倫斯維加牌（Brunsviga）

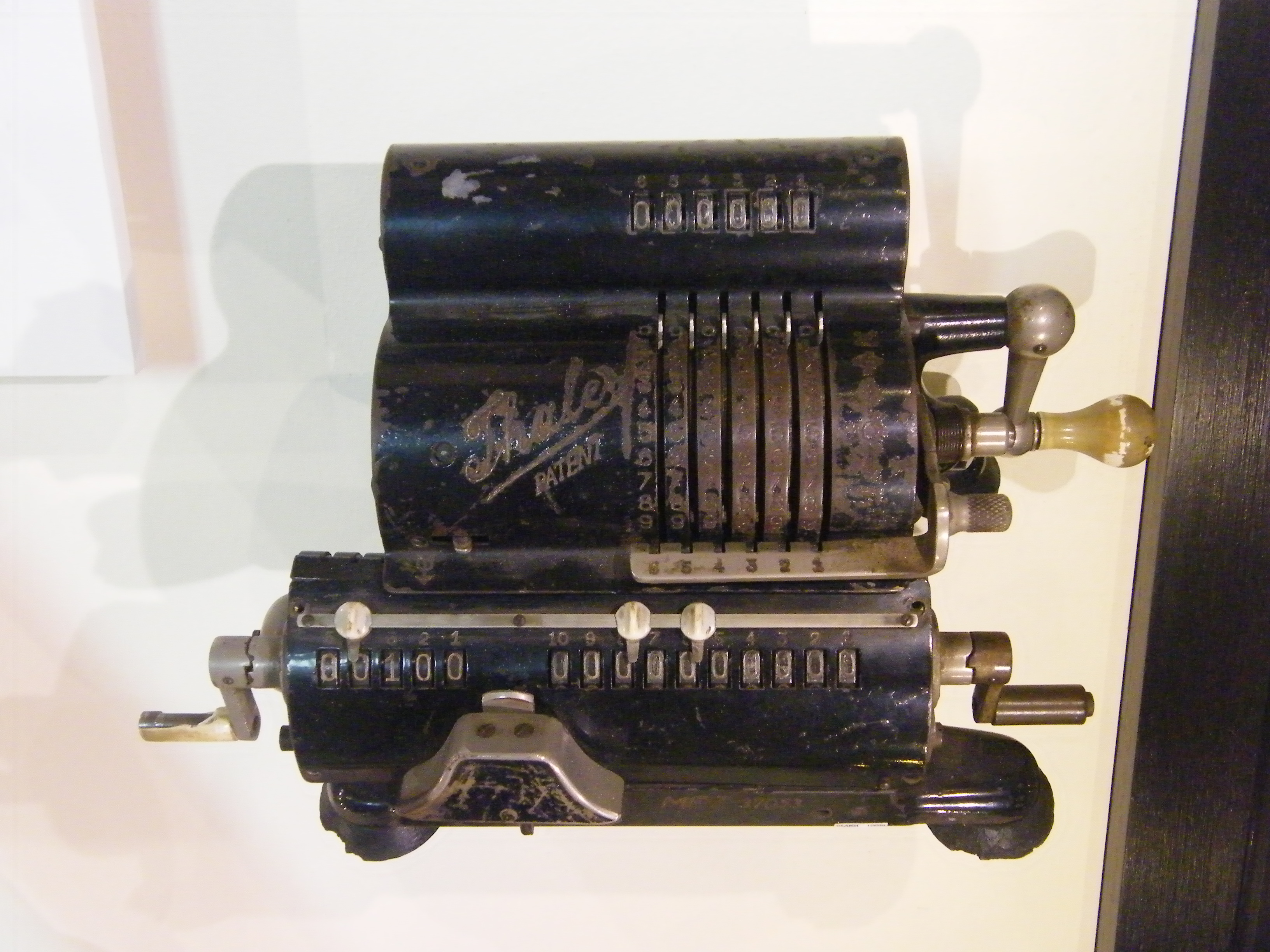
泰雷茲牌（Thales）

奧德納四則運算器（英語：Odhner arithmometer）是一種非常成功的針輪計算器，由俄羅斯的瑞典移民奧德納於1873年發明。1890年在奧德納的聖彼得堡工廠正式投產。雖然這台機器十分受歡迎，但僅生產了30年，1917年俄羅斯革命間工廠被國有化後關閉。
從1892年到20世紀中葉，世界各地都成立了獨立公司來生產奧德納的仿製機，到1960年代，銷量已達到了數百萬台，是機械計算器設計中的佼佼者。

## 歷史
1871年，奧德納在維修一台托馬斯四則運算器（這是當時唯一在生產的機械計算器）時構思了他的機器，並決定採用一個較為輕小的針輪盤來取代笨重的萊布尼茲輪。這就是為什麼這兩台機器名稱相同，外觀卻完全不同的原因。
奧德納在1873年開發了第一個版本。1876年，他同意為他當時的僱主路路德維·諾貝爾製造14台機器，並於1877年交付。1878-1879年間，他在數個國家為其原型機申請了專利，1890年又為其改進型申請了專利。這台經改良的機器於1890年開始批量生產。
1891年，奧德納在德國開了分廠。但不幸的是，因為工廠相距過遠，他不得不在1892年將其賣給Grimme, Natalis & Co.。該公司開始於布倫瑞克生產，並以布倫斯維加（Brunsviga）作為品牌名稱銷售（Brunsviga是布倫瑞克鎮的拉丁文名稱）；憑著自身力量取得了很大的成功。
1905年奧德納去世後，他的兒子亞歷山大、喬治和女婿卡爾 · 西沃特（Karl Siewert）繼續生產，生產了大約2.3萬台計算器，直到工廠在俄國革命期間被國有化，並於1918年被迫關閉。這就使得布倫斯維加四則運算器成為生產持續時間最長的奧德納型計算器。（自1892年開始）

19世紀生產的桌上型機械計算器

## 後續

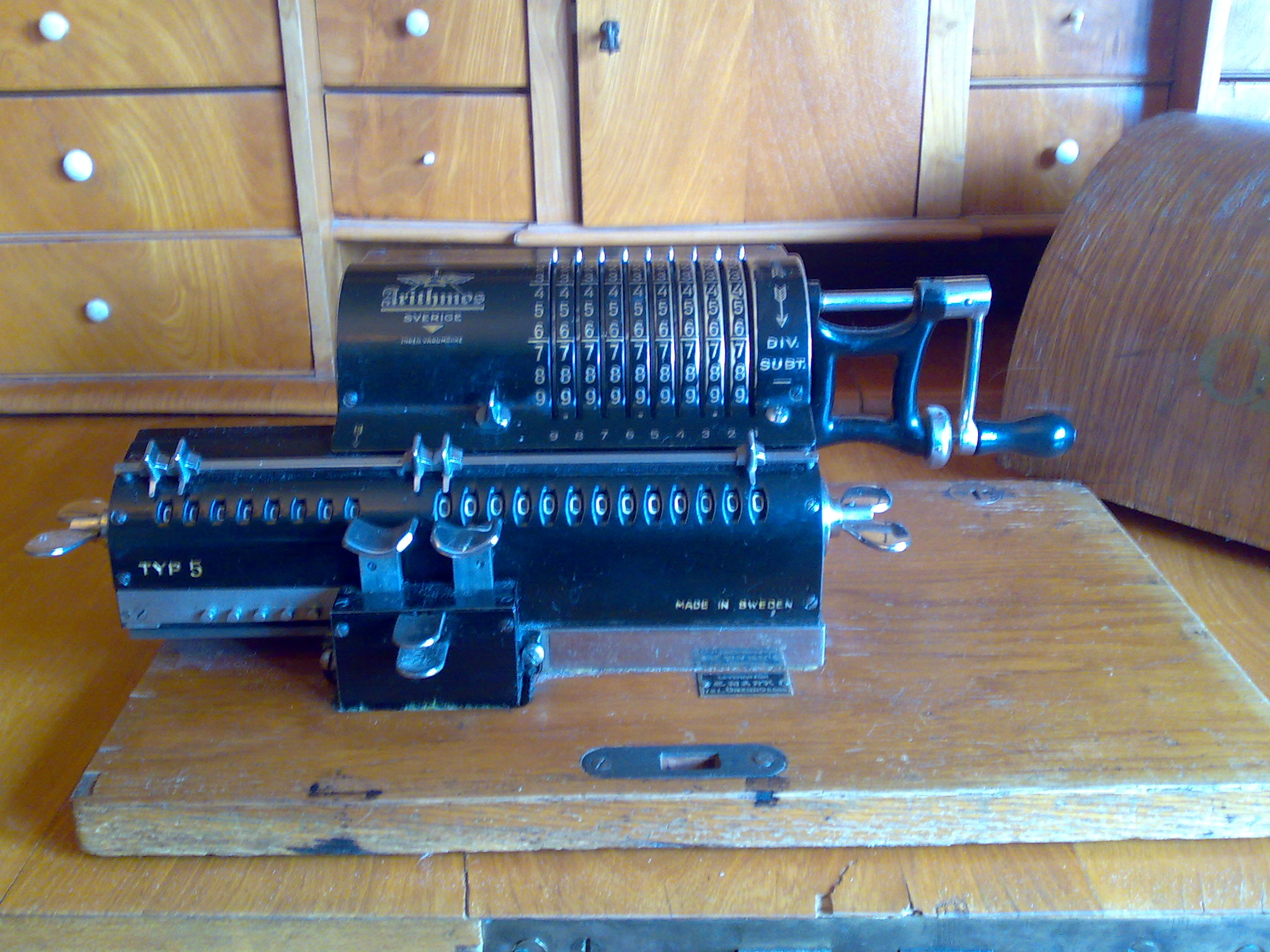
Original-Odhner四則運算器，型號5，瑞典製造

1917年底，奧德納一家回到瑞典，並以Original-Odhner的名義重新生產他們的計算器。1924年，俄羅斯政府將陳舊的生產設施遷至莫斯科，並以Felix Arithmometer的名義商業化，一直持續到1970年代。
1950 年，奧德納四則運算器隨著數百萬的複製品成為了史上最受歡迎的機械計算器類型之一，其產量直到1970年代初電子計算器出現後才停止成長。例如俄羅斯的Felix Arithmometer的生產在 1969 年達到頂峰，生產了30萬台機器。
奧德納四則運算器被世界各地的許多公司仿製、製造和銷售。在德國有Thales、Triumphator、Walther、Brunsviga，英國有Britannic和Muldivo，瑞典有Multo和Original-Odhner，還有俄羅斯的Felix和日本的Tiger和Busicom。其中Busicom曾於1970年委託英特爾為其設計一款電子計算器，因而誕生了第一款微處理器英特爾 4004。

## 參考文獻

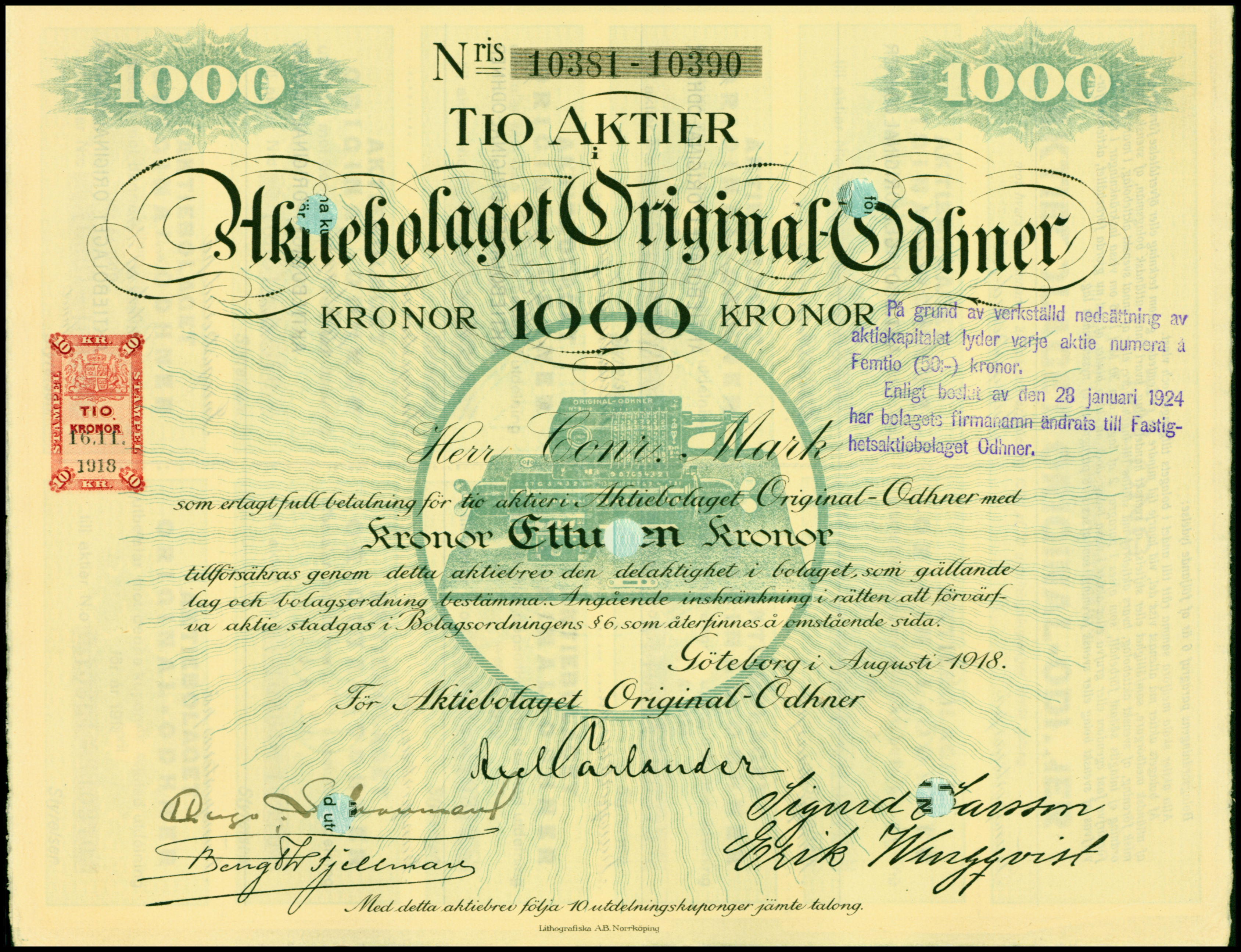
1918年8月發行的 AB Original-Odhner 股票

## 外部連接
- - John Wolff's web museum （页面存档备份，存于） - Pin-wheel Calculators
  - rechenmaschinen-illustrated （页面存档备份，存于） - The Odhner Arithmometer
  - http://odhner.com/kevin/wtodhner/calcs.html （页面存档备份，存于） - Odhner Calculator, Memorial site
  - Arithmetical Machines & Instruments / 19th Century （页面存档备份，存于） - 1870s patents
  - Guillaume Tello's web page (en) （页面存档备份，存于） How to use the IMCA, an Italian Odhner machine.